# Mabana
Mábana es una localidad situado en la provincia ecuatoguineana de Annobón, que incluye la isla de mismo nombre, situada en el golfo de Guinea. 